# Muricea laxa
Muricea laxa är en korallart som beskrevs av Addison Emery Verrill 1864. Muricea laxa ingår i släktet Muricea och familjen Plexauridae. Inga underarter finns listade i Catalogue of Life.